# Impossible Ark Records
Impossible Ark Records is een Brits platenlabel, dat jazz uitbrengt. Het werd opgericht door de musici Benedic Lamdin, Hugo Mendez en Riaan Vosloo en is gevestigd in Brighton. Op Impossible Ark is muziek uitgekomen van onder meer Vosloo en Lamdin, Nostalgia 77 and the Monster, Examples of Twelves, Federico Casagrande/Fulvio Sigurtà, The Rhythmagic Orchestra, Max Grunhard, Jeb Loy Nichols en Sara Mitra.